# Telostylinus lineolatus
Telostylinus lineolatus är en tvåvingeart som först beskrevs av Christian Rudolph Wilhelm Wiedemann 1830.  Telostylinus lineolatus ingår i släktet Telostylinus och familjen Neriidae. Inga underarter finns listade i Catalogue of Life.

## Bildgalleri

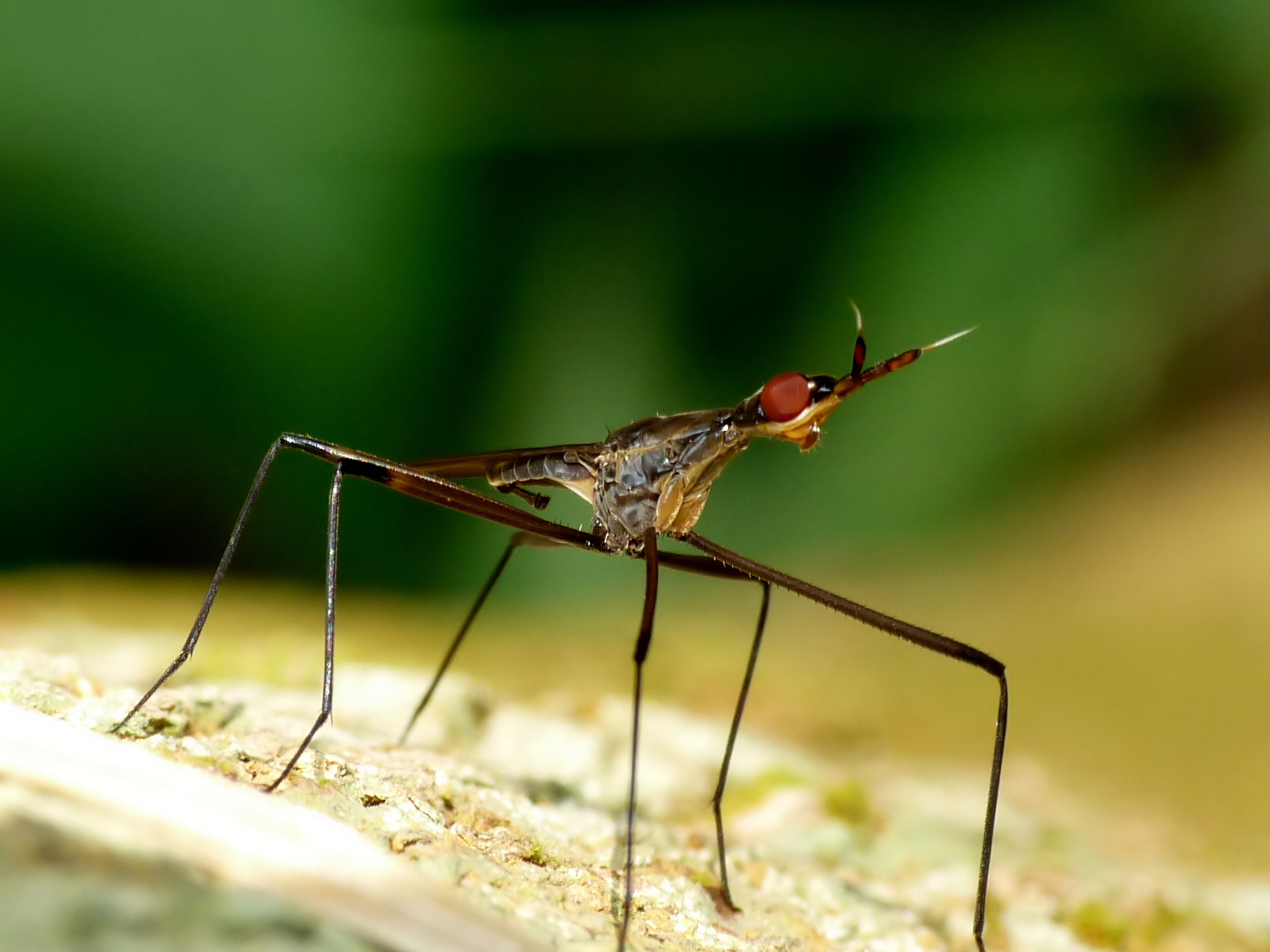
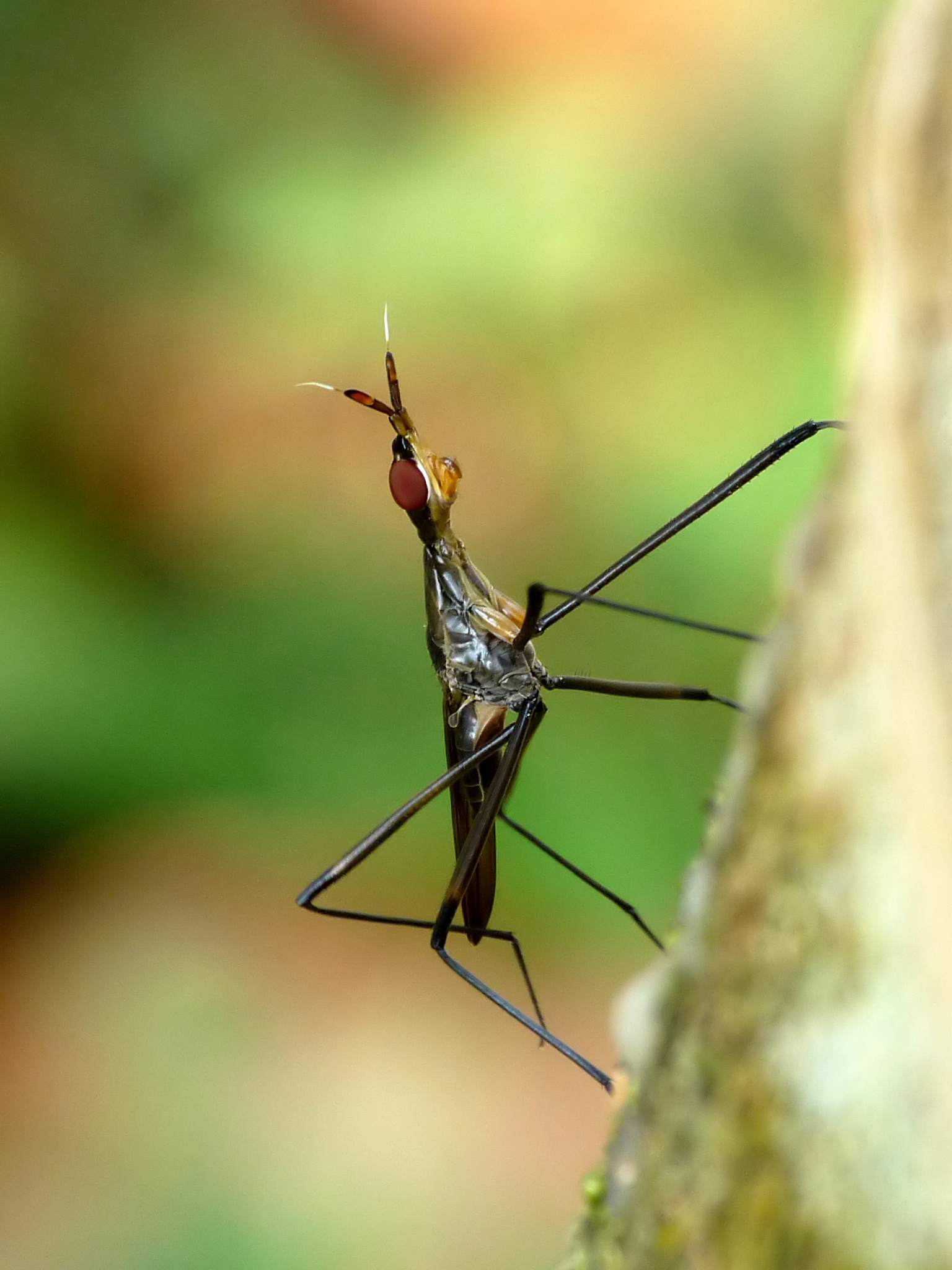